# Santa Catarina (Curazao)
Santa Catarina es una pequeña ciudad en el este de la isla caribeña de Curazao un país autónomo del Reino de los Países Bajos. Está situada cerca de la costa norte de la isla, al noreste de la capital la ciudad de Willemstad. La ciudad de Brievengat se encuentra al oeste, y Sint Jorisbaai se encuentra al este.